# Brave group
株式会社Brave group（ブレイブグループ、英: Brave group Inc.）は、広告業、バーチャルYouTuberなどのバーチャルIP事業、メタバース事業を行っている日本の企業。

## 沿革
- 2017年（平成29年）

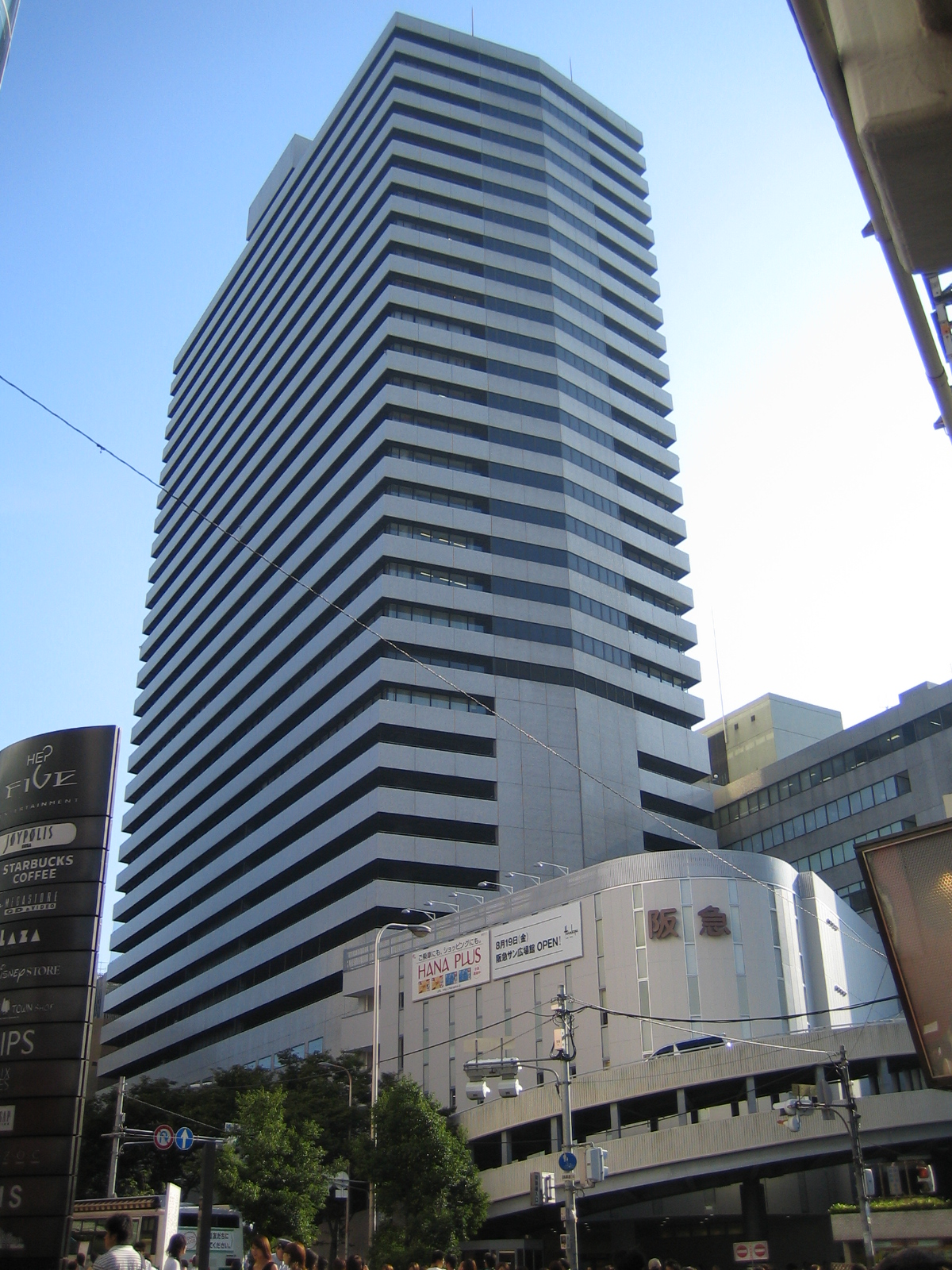
Brave group WESTが入居する阪急グランドビル

  - 10月11日 - 東京都世田谷区で「株式会社バーチャルユーチューバー」として創業。
- 2018年（平成30年）
  - 3月6日 - 「ゲーム部プロジェクト」を開始
  - 3月8日 - 本社を東京都目黒区青葉台3丁目6番28号へ移転。
  - 10月3日 - 株式会社Wright Flyer Live Entertainment（現REALITY株式会社）との資本業務提携契約を締結[4]
  - 12月25日 - 社名を「株式会社Unlimited」に変更。
- 2019年（平成31年）
  - 1月7日 - 本社を東京都品川区西五反田へ移転。
  - 8月5日 - VTuber×月刊漫画雑誌「月刊 UNLIMITED」を創刊[5]
- 2020年（令和2年）
  - 3月 - バーチャルミュージックプロダクション「RIOT MUSIC」 発足[6]
  - 6月16日 - 社名を「株式会社Brave group」に変更。代表取締役CEOの上西恒輔が退任し代表取締役CFOの野口圭登が代表取締役CEOに就任。株式会社アニヴェルセルHOLDINGS、efu Investment Ltd、AGキャピタル株式会社 gumi ventures3号投資事業有限責任組合、株式会社セプテーニ・ホールディングス 、株式会社マイナビ、みずほ成長支援第3号投資事業有限責任組合、片山晃他個人投資家から約8億円の資金調達を実施[7]。
  - 6月26日 - 「あおぎり高校ゲーム部」の事業及びメンバーを分社化、株式会社クリエイトリング設立。グループ名を「あおぎり高校」に変更[8]。
  - 11月16日 - 「エンタメ（IP）3.0構想」を発表し、複合メディアコンテンツプロジェクト第一弾として「タイバン!」を開始[9]。
  - 12月31日 - 2021年2月までにゲーム部プロジェクト、魔法少女プロジェクトの活動終了を発表[10][11]（ゲーム部プロジェクトの桜樹みりあのみ活動継続）。
- 2021年（令和3年）
  - 5月10日 - 本社を東京都港区芝浦2丁目17番9号 大友ビル2F-Cへ移転[12]。
  - 5月中旬 - 「タイバン!」プロジェクトを休止[13]。
  - 6月30日 - 「virturaltalk」のサービスを終了[14]。
  - 9月17日 - 10月13日付で桜樹みりあ及びクレア先生（クレア英会話）のハイウェイスターとLOGIC&MAGIC共同設立の新レーベルAcro移籍を発表[15]。
- 2022年（令和4年）
  - 4月 - 株式会社MetaLabを設立[16]。
  - 6月7日 - ぶいすぽっ! Virtual eSports Project等を運営する株式会社バーチャルエンターテイメント、Palette Project等を運営するMateReal株式会社をM&Aにより経営統合を発表[17]。
  - 7月 - SuperYellow株式会社を設立し、バーチャルミュージックプロダクション「RIOT MUSIC」の運営権をSuperYellowへ移行[18]
  - 10月 - 吸収分割により株式会社Bravegroupのメタバースプラットフォーム事業及びメタバースマーケティング事業の一部に関する権利義務を株式会社MetaLabに継承[19]。Brave groupを持株会社とするグループ経営体制に移行。
  - 12月16日 - esports関連事業を行う子会社Game & Co.を設立し、バーチャルエンターテイメントが行っていた関連事業の権利義務を継承させたことを発表[20]。
- 2023年（令和5年）
  - 1月16日 - ゲオホールディングス傘下の株式会社viviONとIP事業領域における協業を見据えた業務提携を実施し、あおぎり高校運営会社クリエイトリングを同年4月1日付で株式会社viviONへ売却する事を発表[21]。
  - 1月28日 - MetaLab（メタラボ）が開発したメタバース環境を提供するエンジン『Brave Engine（ブレイブエンジン）』の正式版を発表し、提供を開始した[22]。
  - 2月23日 - 株式会社Game & Co.が、プロゲーミングチーム「Crazy Raccoon」との共同事業として、ゲームの上達に特化したオンラインスクール「CR Gaming School」を提供開始[23]。
  - 3月 - 英語圏でVTuberプロジェクト「V4Mirai（読み：ぶぃふぉーみらい）」を運営するアメリカの現地法人Brave group US Inc.を設立[24]。また、イギリスに、ヨーロッパ圏で使われる言語を対象としたVTuberプロダクション「globie」を運営するBrave group Europe Ltd.を設立[25][26]。オウンドメディア「ぶれすと」を開設し、オウンドメディアリクルーティングへ活用[27]。
  - 3月13日 - 本社を東京都港区芝4丁目1番28号 PMO田町III8階へ移転[28]。
  - 4月6日 - 株式会社ENILISを設立。
  - 4月16日 - 株式会社MetaLabがメタバースの学校「MEキャンパス」を開校[29]。
  - 6月1日 - SuperYellow株式会社が株式会社RIOT MUSICに社名変更[6]。
  - 7月1日 - 株式会社ENILISが、VLiver事業「HareVare（ハレバレ）」プロジェクトを開始[30]。
  - 7月3日 - 企業のDXを支援するITパートナーGeek Hive株式会社と経営統合し、同社を子会社化[31]。
  - 10月27日 - 株式会社ENILISが、バーチャルとリアルの両軸で活動をするVTuberプロジェクト「Vlash（ブラッシュ）」を開始[32]。
  - 11月1日 - バーチャルアーティストヒメヒナを運営する株式会社LaRaを経営統合し、同社を子会社化[33]。
  - 11月1日 - XR・IoTアプリ開発、データベース設計開発、CGコンテンツ制作、モーションキャプチャースタジオの運営などをする株式会社ディーワンと経営統合し、同社を子会社化[34]。
  - 11月 - タイ・バンコクにBrave group APAC(Thailand)Co.,Ltd.を設立。
  - 12月 - 中国・深圳に布雷福（深圳）贸易有限公司（Brave group China）を設立[35]。
  - 12月20日 - 株式会社サードウェーブ、住商ベンチャー・パートナーズ株式会社、株式会社Yostar、REALITY株式会社、株式会社セプテーニ・ホールディングス、松竹ベンチャーズ株式会社からの出資、株式会社静岡銀行からの融資によって、31.1億円の資金調達を実施[36]。esportsのさらなる普及を目指して株式会社サードウェーブと資本業務提携を締結[37]。
  - 12月28日 - VTuberグループ「idol」を運営するIDOL VIRTUAL TALENTS LTDと業務提携契約を締結[38]。
- 2024年（令和6年）
  - 2月1日 - メディア事業・エンターテインメント事業等を手掛ける株式会社SmarpriseをM&Aにより経営統合し、同社を子会社化[39]。
  - 2月 - アニメーション制作事業を行う株式会社Brave picturesを設立[40]
  - 4月19日 - 株式会社ENILISが、VTuber事業「ゆにれいど!」プロジェクトを開始[41]。
  - 4月23日 - 三井不動産株式会社（31VENTURES Global Innovation Fund 2号）と株式会社テレビ朝日ホールディングスを引受先としたシリーズDサードクローズを実施[42]
  - 5月14日 - 韓国のVTuberプロダクションStelLive inc.と業務提携契約を締結[43]
  - 5月20日 - ドイツ最大規模のアニメ・漫画コンベンション「DoKomi」と事業提携[44]
  - 6月25日 - 「ぶいすぽっ!JP オーディション」「Brave group総合オーディション」「HareVare VLiverオーディション」の各オーディションの応募者10,653件の個人情報流出を公表[45]。
  - 7月9日 - 海外向けグッズ販売事業「Brave stores」を始動[46]
  - 8月1日 - Brave group US Inc.がIDOL VIRTUAL TALENTS LTDの「idol」事業を事業譲受[47][48]。
  - 8月22日 - 羽田エアポートガーデンにて「Brave stores」のリアル店舗をオープン[49]
  - 10月1日 - 株式会社ディーワンが株式会社MetaLabを吸収合併し株式会社D1-Labに社名変更[50]
  - 12月1日 - 株式会社Brave groupが多言語VTuberプロジェクト「MUGEN LIVE」を展開する子会社And Epoch株式会社を吸収合併[51]
- 2025年（令和7年）
  - 1月17日 - 株式会社RIOT MUSICの子会社として「株式会社超銀河レコード」を設立。株式会社RIOT MUSICが運営するバーチャルミュージックレーベル「Meteopolis」を「超銀河レコード」に改称して超銀河レコードを株式会社超銀河レコードに事業移管[52]
  - 1月31日 - 株式会社ENILISが、VLiverプロダクションやWebサービス開発を手掛ける株式会社brossomをM&Aにより経営統合し、同社を子会社化[53][54]
  - 2月19日 - 2月1日に株式会社Neo-PorteをM&Aにより経営統合したことを発表[55]
  - 3月12日 - 西日本エリアの企業との連携強化を目的に、国内初の支社として大阪府大阪市北区角田町8番47号 阪急グランドビル26階に「Brave group WEST」を設立[56]
  - 4月1日 - 株式会社ENILISがMateReal株式会社と株式会社brossomを吸収合併
  - 4月 - 株式会社D1-Labが株式会社スプリックスと共に株式会社Edutainment-Labを設立したことを発表[57]
  - 5月1日 -  株式会社ENILISが「HareVare」「Libon」「Viollet」「flill」「cilq」「lx」の6つの既存VLiverレーベルを統合し、「ENILIS VLiver Project（エニリス ブイライバー プロジェクト）」として、3つの新規VLiverレーベル「brossom」「SYNTHE」「LELOMO」を設立[58]
  - 5月1日 -  株式会社RIOT MUSICが、運営するVSingerレーベル「Blitz Wing」を「無原唱レコード」に改称[59]
  - 5月29日 - 株式会社超銀河レコードがBrave groupから独立[60]
  - 7月16日 - 韓国のVTuberプロダクションStelLive inc.をM&Aにより経営統合。韓国における新たな拠点として「Brave group Korea Inc.」を設立[61]

## 組織図
以下のような組織となっている。
- 株式会社Brave group
  - 株式会社バーチャルエンターテイメント： 「ぶいすぽっ! Virtual eSports Project」の運営
  - 株式会社LaRa：「ヒメヒナ」の運営
  - 株式会社Neo-Porte：「Neo-Porte」の運営
  - 株式会社RIOT MUSIC：音楽事務所「RIOT MUSIC」の運営
  - 株式会社ENILIS：「ENILIS VLiver Project」「Vlash」「ゆにれいど!」「Palette Project」の運営
  - 株式会社Smarprise：グッズECプラットフォーム事業、IPコラボ事業、OEM開発事業、ライセンシー事業
  - 株式会社Game & Co.：esports教育事業、esportsイベント企画・運営事業、esportsコンサルティング事業
  - 株式会社D1-Lab：CG制作及びモーションキャプチャースタジオ運営事業、システム開発事業、MEキャンパス事業
  - 株式会社Brave pictures：アニメーション制作事業
  - Geek Hive株式会社：システム開発・アプリ開発・DX支援
  - StelLive inc.：韓国のVTuberプロダクション「StelLive」の運営
  - Brave group US Inc.（USA）：「V4Mirai」「idol」の運営
  - Brave group Europe Ltd.(UK)：「globie」の運営
  - Brave group APAC(Thailand)Co.,Ltd.：「AStars Production」の運営
  - 布雷福（深圳）贸易有限公司（Brave group China）
  - Brave group Korea Inc.

## 傘下グループ所属VTuber

### ヒメヒナ（HIMEHINA）
- 田中ヒメ（2023年 - ）
- 鈴木ヒナ（2023年 - ）

### RIOT MUSIC

#### 無原唱レコード
- 松永依織（2020年 - ）
- 皇美緒奈（2021年 - ）
- 朝倉杏子（2022年 - ）
- 伊月知世（いつき ちせ、2023年6月 - ） [62]
- 白河しらせ（しらかわ しらせ、2023年6月 - ） [62]
- 蜜乃木ジル（みつのき じる 、2023年10月 - ）[63]
- 時庭らんぜ（ときにわ らんぜ 、2023年10月 - ）[63]
- メーメントヴァニタス（2025年7月 - ）[64]
- 朱名（2025年7月 - ）
- ミナミイズミ（2025年7月 - ）

#### 汽元象レコード
- 長瀬有花（2020年 - ）

#### RIONECTION
- 言ノ葉みくろ（2025年7月 - ）
- 朔夜トバリ（2025年6月[65] - ）
- 陽向コウ（2025年6月[65] - ）
- 胡虎あくび（2025年6月[65] - ）
- 高細工さとり（2025年6月[65] - ）
- BΣretta Crossrain（2025年6月[65] - ）
- 儚牙紺（2025年3月 - ）
- 音琴かなみ（2025年2月[66] - ）
- 愁子（2025年2月[66] - ） - 以前は汽元象レコード（2023年 - 2025年）に所属
- 駄ゞ田 メダ（2025年2月[66] - ）
- MUS1CA（2024年12月[67] - ）
- Ridel.（2024年10月[68] - ）
- 葉山翠（2024年10月[68] - ）
- 恋沼ミヤ（2024年9月[69] - ）
- 小東ひとな（2024年8月[70] - ）
- 早乙女あずき（2024年9月[69] - ）
- すず音（2024年8月[70] - ）
- 鈴音舞夢（2024年8月[70] - ）
- 月城アオイ（2024年8月[70] - ）
- 尖苅せにゃ（2024年8月[70] - ）
- 星降あめる（2024年8月[70] - ）
- ペトラナイトメア（2024年9月[69] - ）
- 水奏レステ（2024年8月[70] - ）
- みんも（2024年8月[70] - ）
- もちひよこ（2024年8月[71] - ）
- 矢毒けろる（2024年8月[70] - ）

### Palette Project 所属
- 七海ロナ（2018年 - ）
- 藤宮コトハ（2019年 - ）
- 暁月クララ（2018年 - ）
- 江波キョウカ（2020年 - ）
- 鬼多見アユム（2020年 - ）
- 常磐カナメ（2019年 - ）
- 暁月クララ（2018年 - ）
- 香鳴ハノン（2020年 - ）

### Vlash
- 鏡愛しゅくり（2023年[32] - ）
- 神谷ねこ（2023年[32] - ）
- 星宮ちょこ（2023年[32] - ）
- 九衣よな（2024年6月[72] - ）
- 日向りま（2024年6月[72] - ）
- 月皇ちな（2024年6月[72] - ）
- 虎島めら。（2024年6月[72] - ）

### ゆにれいど!

#### EINS
- 扇名いだ（2024年[73][41] - ）
- 花ノ木まる（2024年[74][41] - ）
- 群青ロマン[75]（2023年[41][解説 1] - ）
- 氷乃渚（2024年[76][41] - ）
- 神白ななせ（2024年[77] - ）
- 黒花蘭（2024年[41] - ）

#### ZWEI
- 卯埜らび（2024年 - ）
- 坂本こん（2023年[解説 1] - ）
- 望月ほぐの（2023年[解説 1] - ）
- 甘成じゅい（2023年[解説 1] - ）
- 翠星アスト（2024年 - ）
- 水上蒼太（2023年[解説 1] - ）

### ENILIS VLiver Project

#### brossom
- 安喰ヨハネ
- 一ヶ原小春
- いとしのみぃみ
- 卯乃原初依
- 東雲ふぃゆ

#### SYNTHE
- 紅鷺焔
- 浮雲奏詩
- 詩無つむぐ
- 苧環モノ
- 風嶺イブキ
- 香月周
- 烏丸冥
- 霧白カイ
- 九条ユル
- 才刃ネロ
- 信条頼亜
- 森羅わかな
- 空音優
- 月杜シン
- 紡音ヒビル
- 電羽電斗
- 兎我みやび
- 納戸文月
- 猫雀ナッツ
- 沙魚川蒼士
- 氷月悠璃
- 豹紋マトイ
- 不夜城キラ
- 星越レイ
- 御影輝琉
- 望月モチオ
- 紅葉大和
- 百万音ミュー
- 宵ノ月翡翠
- ルナ・フィオール
- 勿忘桔梗

#### LELOMO
- 愛橋エール
- 藍華雪
- 葵もみじ
- 青乃さわ
- 暁ロコ
- 春夏冬茉白
- 甘井ステラ
- 天使めるしー
- 天之月夜
- アリアンヌ・コルネット
- あるえらき
- 絢星ねね
- 一色華蓮
- 苺花野なの
- 一条美桜
- 壱万屋にぃの
- 糸巻ヒトデ
- 雨ノ森ふわり
- 海月雪
- 海音こはる
- 小野モモ
- 朧月しゅな
- 灰麗珈
- 傘宮ふるり
- 花月あいり
- 奏音ノイル
- 假屋崎ルネ
- 煌乃しゃに
- 奇炉ぷてる
- 熊麦コロネ
- 廻理ぐる
- 紅愛モカ
- 黒羽ここね
- 九重凛
- 恋宵シズク
- 紺藤るりな
- 五月女りる
- 咲宮花茉莉
- 桜来音りね
- 咲良萌香
- 桜葉きなこ
- 桜灯うみ
- 佐々木らむね
- 笹舟クーラン
- 式守ぼんち
- 時雨ねむ
- 静森詩葉
- 蛇翠ハチ
- 白雲れの
- 白月蝶世
- 白星ラムネ
- 翠月いろは
- 翠縹コア
- 涼依なぎ
- 鈴木まい
- 鈴代スイ
- 鈴乃響
- 鈴美うた
- 皇遊鎖
- 珠桃ぱある
- 只野幸子
- 橘朱殷
- 月坂るな
- 月乃茶々
- 辻阪ナオ
- 椿月まりん
- 月紬ゆう
- 時羽しう
- 灯火ジャック
- 鳥ノ子ちづる
- 縫目ぬい
- 猫乃呼さな
- 葉音るる
- はかせしお
- 畑宮るよ
- 羽鳥イズ
- 羽那嵜りぃら
- 花園そら
- 薔薇さつき
- 春宮ふわ
- 氷鷺涼
- 陽化るち
- 氷獄燐
- 伏見ゐづな
- 星渡アメ
- 牡丹キョウ
- 本魔ぽむ子
- 苺猫りーべ
- 水鏡幽
- 御子神汐音
- 湖あひる
- 水篠ネオ
- 水花咲癒
- 満月百
- 皆神ゆなこ
- 宮尾戸ひお
- 冥利つき
- 冥華シャナ
- 廻ゆゆ
- 芽吹ラム
- 桃木さら
- 桃酒涼
- 八木乃一葉
- 夜々咲珠羽
- 雪月柚李
- 雪見花紗乃
- 幽冥忍
- 夜屑きら
- 夜乃メア
- 竜尾こと
- 和音桜
- 綿麦そよ

### V4Mirai
- Abi Kadabura（あび かだぶら、2023年6月11日[24]-）
- Serina Maiko（せりな まいこ、2023年6月11日[24]-）

### globie
- Kumanui Miel（熊縫ミエル、2023年）
- Reina Ronronea（レイナ ロンロネア、2023年）
- Ibuki Bjorn（雪吹ビョーン、2023年）
- Taring Hu（タリン フー、2023年）
- Obari Luca（小針リュカ、2023年）
- Pippa Pebblesworth（ピッパ・ペブルスワース、2023年）
- Sarugaku Leon Jr.（猿樂冷音Jr.、2023年）

### YUMENOS
- 那和ツムグ（2024年[78]）
- 白波瀬ソル（2024年[79]）
- 綾見ユラ（2024年[80]）
- 十神仁（2024年[81]）

### MUGEN LIVE
中国の配信サイトbilibiliで活動を行うVTuberプロダクション。活動するVtuberはVUPと呼ばれる。
一期生
- 花奈HANA
- 恩缇Nte
- 绮安那Anna
- 小尾巴七饭

二期生
- 啾可Cyuko
- 幼柒Yoki
- 枫和fuuwa
- 艾德・敏・内斯特

## 過去の所属VTuber

### 活動終了
- ゲーム部プロジェクト（2018年 - 2021年） - 声優スタッフへの過度な業務負担や不適切なコミュニケーションがあったことから声優陣が交代していたが、正式の発表が行われたのは後の2019年7月17日。2021年2月7日に活動終了。
  - 夢咲楓（初代・二代目）
  - 風見涼（初代・二代目）
  - 道明寺晴翔（初代・二代目）
  - 桜樹みりあ（初代）
- 道明寺ここあ（初代、2018年7月24日 - 2019年12月9日）
- あおぎり高校ゲーム部（後にあおぎり高校へ改称）
  - 水菜月夏希（2018年 - 2021年）
- Folia（2019年7月27日 - 2019年10月31日）- 連載漫画との連動などメディアミックスを通じて本物のアイドル活動を行っていくとしていたが3ヶ月で活動終了。
  - 朝比奈ひな
  - 天ヶ崎千秋
  - 坂下京香
  - 雨宮メイ
  - 羽月悠架
- 魔法少女プロジェクト（2020年 - 2021年）
  - YUIKA'S ROOM
    - 風見唯花

  - あやひなチャンネル
    - 柊彩香
    - 朝倉日向

#### RIOT MUSIC所属
- 芦澤サキ（2020年 - 2022年）- 2022年8月に別名義でVTuberとして活動、2022年9月上旬の段階で芦澤サキから9月末時点で契約解除の申し出が出ていた。競業避止義務条項が無効であると取り消しでもめていた[解説 2]。11月17日に競業避止義務、秘密保持契約義務、権利・財産を侵害する違法行為などの契約違反により契約解除、2022年12月31日に各公式コンテンツを削除・非公開とする発表を行った[85][86]。2023年1月10日、和解成立[87]。
- 道明寺ここあ（2代目、2020年 - 2025） ‐ 情報漏洩及び事前承諾のない別名義での活動による契約違反で改善の話し合いをしていた。2023年10月から心身の不調で活動を休止していたが、連絡に応答しないなど、契約継続の意思が確認取れない状況で活動終了となった[88][89]。
- 化ケドル（2023年 -2024年 ）
  - 髑髏てにす（無期限休止のまま活動終了）
  - 山ン本のぶり
  - 玉藻なすこ
- 的場雛（2023年4月 - 2024年）Meteopolis研究生

#### Vlash所属
- 天乃ミカ（2023年[32] - 2025年1月契約解除）

#### HareVare所属
- 月星はなび（2023年[30] - 2025年4月）
- 雨夜かさね（2023年[30] - 2025年3月）
- 夢ミルましゅり（- 2025年3月）
- 佐倉瞬（- 2025年4月）
- 星井くるる（- 2025年4月）

### 移籍・独立
- 桜樹みりあ（元ゲーム部プロジェクト、2代目、2018年 - 2021年）
- クレア英会話（2020年 - 2021年）

#### クリエイトリング 所属
2023年4月1日、クリエイトリング所属スタッフがゲオHD傘下のviviONへ移籍。
- あおぎり高校/VTuber High School（2018年 - ）
  - 音霊魂子（2018年 - ）
  - 石狩あかり（2019年 - ）
  - 大代真白（2020年 - ）
  - 山黒音玄（2021年 - ）
  - 千代浦蝶美（2021年 - ）
  - 栗駒こまる（2021年 - ）
  - 我部りえる（2022年 - ）

#### 超銀河レコード所属
2025年1月、RIOT MUSICのレーベルMeteopolisが分社化し超銀河レコードに改称。2025年5月、超銀河レコードがBrave groupから独立。
- 凪原涼菜（2020年 - ）
- 初瀬川岬（2023年 - ）
- 神崎茜（2023年4月 - ）
- 赤星光希（2024年 - ）[90]
- 冴島飛鳥（2024年 - ）
- 桜沢花音（2025年2月 - ）

### 解説
1. 1 2 3 4 5  同社HareVareより、2024年に移籍
2. ↑  公正取引委員会は、「事務所と芸能人の間ではこの規定は必要ない。」「退所を思いとどまらせるために存在しているだけだ。」とし、実際にいくつかの裁判で芸能人と芸能事務所の競業避止義務条項は無効である判決がでている。詳細は「競業避止義務#例外（芸能人・スポーツ選手）」。